# 체키☆러브
〈체키☆러브〉(チェキ☆ラブ )는 퓨리티의 데뷔 싱글이다. 2012년 9월 5일에 유니버설 시그마로부터 발매되었다.

## 수록곡
1. 체키☆러브(チェキ☆ラブ) [3:13]
작사: 모리우치 유우키, 작곡·편곡: G-High, 이주형
  - 텔레비전 애니메이션 「프리티 리듬 디어 마이 퓨처」 제2 쿨 엔딩 테마
2. 체키☆러브(Instrumental) [3:11]

### DVD
첫회 한정반(UMCK-9553)의 Disc.2.
1. 체키☆러브 (LIP Ver.)
2. 체키☆러브 (Main Ver.)